# Paranthura verrillii
Paranthura verrillii là một loài chân đều trong họ Paranthuridae. Loài này được Richardson miêu tả khoa học năm 1902.